# Guarniero di Walbeck
Guarniero, in tedesco Werner, (... – 11 novembre 1014) fu una margravio del Nordmark dal 1003 al 1009. Era cugino del vescovo e storico contemporaneo Tietmaro di Merseburgo.

## Biografia
Guarniero era il figlio maggiore di Lotario I, margravio del Nordmark, e di Godila di Rothenburg, originaria della Franconia. Nacque quando sua madre aveva solo tredici anni.

### Il primo ratto e la successione
Guaniero venne promesso sposo a Liutgrada, figlia maggiore di Swanehilde di Sassonia, della dinastia dei Billunghi, e di Eccardo I di Meißen della stirpe degli Eccardingi; quest'ultimo però, «fuorviato per non so quale motivo», cercò di rompere l'accordo. Guarniero decise quindi, mentre l'imperatore ed Eccardo erano in Romània (a Ravenna da fine gennaio al 9 febbraio 998 e poi a Roma), di rapire la promessa sposa: secondo Tietmaro, il padre non ebbe alcun ruolo nell'atto di Guarniero. Essa, nonostante oppose resistenza, venne rapita, con l'aiuto dei cugini (fratelli di Tietmaro) Enrico di Walbeck e Federico di Walbeck, dal monastero di Quedlinburg (ove era stata educata); era in corso a Darenburg, a nord di Quedlinburg, un'assemblea presieduta dalla badessa di Quedlinburg Matilde, figlia di Ottone I e zia dell'imperatore: quand'ella venne a conoscenza del rapimento, chiese ai nobili presenti all'assemblea di uccidere o catturare i rapitori e riportare indietro la ragazza. I nobili obbedirono e cercarono di raggiungere i rapitori prima che potessero arrivare a Walbeck, città a capo dell'omonima contea e appartenente ai due fratelli. Gli inseguitori però vennero a sapere da alcuni viandanti che i rapitori erano già dentro la città, pronti a dare la vita per tenersi la rapita. Gli inseguitori, quindi, tornarono indietro.
Vennero quindi mandati Liutario, padre di Guarneiro, Alfric, un signore, e Tietmaro, miles di Eccardo, a chiedere a Liutgarda cosa volesse fare. Ella disse loro, nonostante avesse opposto resistenza, che voleva rimanere assieme al suo rapitore/promesso sposo. Essi riferirono le sue volontà alla badessa e questa, su consiglio dei nobili, convocò un'assemblea a Magdeburgo, in cui Guarniero e Liudgarda avrebbe dovuto, assieme ai complici del rapimento, scusarsi pubblicamente, pena l'esilio. Essi si presentarono a piedi nudi, e Liudgarda venne restituita e affidata a Matilde. 
I due comunque poterono sposarsi nel gennaio 1003, l'anno successivo alla morte di Eccardo I di Meißen. Il padre di Guarniero morì improvvisamente poco dopo le nozze, il 25 gennaio di quel''anno, e Guarniero gli succedette nella marca pagando duecento pfund. La madre si risposò quattro anni più tardi con un parente (probabilmente il conte Ermanno II di Werl), nonostante il divieto impostale dal vescovo Arnolfo di Halberstadt, divieto ribadito anche da altri tre vescovi nel 1007; ella quindi venne colpita da scomunica, togliendole grazie ad essa «la speranza di generare figli».

### La faida contro Dedi I e la deposizione da margravio
Nel 1009 egli fu aizzato contro il re dal conte Dedi I, conte di Wettin, e rischiò di essere rimosso dalla carica; Enrico II, tuttavia, si ammalò e il conte palatino di Sassonia Burcardo fece sì che si rimandasse la decisione. Egli subì le accuse di Dedi I, che prima invece lo aveva istigato contro il re; questo voleva far perdere il margraviato al rivale Guarniero. Dedi I devastò il borgo di Wolmirstedt, appartenente a Guarniero; questo quindi, quando seppe che Dedi I era uscito a cavallo dal borgo di Tangermünde, lo attaccò con una ventina di uomini dall'alto di un pianoro con l'aiuto di Federico di Walbeck, suo cugino e fratello di Tietmaro di Merseburgo. Dedi I era aiutato dalla sua guardia del corpo Egilardo, mentre i suoi restati quaranta uomini si dettero alla fuga; egli fu quindi ucciso. A seguito di ciò fu rimosso dalla sua carica e privato dei suoi titoli nello stesso anno e fu sostituito come margravio dal suo rivale Bernardo di Haldensleben, il quale era fratello di Tiedburga, consorte di Dedi. 
Nel 1013 Guarniero ed Eccardo II, suo cognato, visitarono Boleslao I di Polonia senza permesso e fecero molto discorsi contro Enrico II; essi avevano inoltre intrattenuto rapporti diplomatici con il duca polacco già tempo prima, ricevendo i suoi messaggeri. Enrico II lo venne a sapere e i due vennero convocati alla sua presenza: essi non osarono farlo e le loro proprietà vennero requisite e vennero dichiarati colpevoli di resistenza al potere regio. Guarniero riuscì a recuperare il favore regio dando al re alcune sue terre e pagando con dell'oro; Eccardo II venne perdonato molto tempo dopo per mezzo di alcuni intercessori.

### Il secondo ratto e la morte
La moglie di Guarniero morì il 13 novembre 1012; la sua morte viene descritta da Tietmaro, suo parente acquisito (cugino del marito), che la assistì nel trapasso. Guarniero la pianse molto. Venne sepolta nell'abbazia familiare di Walbeck il giorno seguente. 
Guarniero, «avendo come cattive consigliere la sua giovinezza e donne ingannevoli e perfide», rapì, il 7 novembre 1014, Reinilda, signora di Beichlingen, che da tempo corteggiata. Ella aveva promesso all'imperatore Enrico II «che non avrebbe preso marito senza che egli lo sapesse e lo approvasse», e per questo tentò di opporsi al rapimento: ella urlò, richiamando l'attenzione delle guardie; ne nacque uno scontro in cui una guardia di nome Vulrado venne ferita gravemente. Intanto una serva chiese di essere portata via assieme alla padrona e venne mandato a prenderla il nobile Alvino; questo venne circondato, e chiamò in suo soccorso Guarniero, che era appena uscito: Guarniero lo raggiunse ma questo era nel frattempo morto. Circondato anch'egli, Guarniero fu ferito nello scontro da un servo: questo però venne lo trapassò con una lancia e lo inchiodò al muro, facendo impaurire gli altri così tanto che non gli si avvicinarono. Intanto gli uomini di Guarniero di allontanarono con la donna e questo rinunciò a fuggire a cavallo e saltò al di là delle mura, evitando le sassate che dagli spalti gli lanciavano addosso e raggiunse i compagni; assieme raggiunsero Wiehe e furono ospitati nella casa di un amministratore imperiale. Guarniero rimase lì con pochi uomini, mentre la maggior parte degli uomini si nascosero altrove, attendendo il loro signore che giaceva ormai ferito e infermo a Wiehe. 
La presenza di Guarniero fu però segnalata dal fattore all'imperatore, il quale sperava di giustiziarlo o chiedere un fortissimo riscatto per mostrare la potenza imperiale agli altri grandi di Germania. La sera stessa arrivarono al casolare, inviati dall'imperatore allo scopo di catturare Guarniero e portarlo a Merseburgo, Bernardo, successore di Guarniero al margraviato e suo rivale, Gunzelino, forse un conte della Turingia, e Guglielmo III, conte di Weimar. Guarniero accettò solo di arrendersi a quest'ultimo conte ed egli gli curò le ferite; presto si rese conto che non avrebbero potuto portarlo a Merseburgo, quindi si risolse a portarlo ad Allerstedt, nei pressi di Wiehe, mettendolo sotto sorveglianza in una casa di pietra e tornado dall'imperatore. 
L'imperatore convocò una riunione (cui partecipò anche Tietmaro di Merseburgo, vescovo della città in cui si svolgeva la riunione) il 10 novembre per decidere il da farsi. L'accusa era che Guarniero aveva rotto un giuramento pronunciato, assieme ad altri, dopo l'assassinio, da parte un certo Milone, Bruno, conte di Braunshweig, in cui si prometteva di rispettare una pace generale. La pena per la rottura del suddetto giuramento era il sequestro delle proprie proprietà e il bando. I grandi suggerirono di confiscare i beni di Guarniero e di decapitarlo e si fosse ripreso dalla malattia, mentre chiesero di lasciare andare Reinilda; i complici del margravio sarebbero dovuti essere catturati. Se invece si sarebbe scoperto che tutto ciò era avvenuto con il consenso della donna, ella sarebbe andata in sposa a Guarniero. Enrico, cugino di Werner e fratello di Tietmaro, fu mandato a mettere in atto le decisioni, mentre venne convocato un dibattito pubblico a Allerstedt, mentre i tre conti raggiunsero e riferirono tutto al sovrano.
Tuttavia, Guarniero morì il giorno successivo, l'11 novembre. Il sovrano si rattristò per la morte e pure Teodorico, suo rivale in quanto Guarniero gli aveva ucciso il padre Dedi, pianse. Tietmaro chiese al fratello Teodorico di poter andare a Helfta a seppellire il cugino; il suo corpo era però già in putrefazione ed emanava già un cattivo odore: si decise quindi di seppellirlo, dopo aver cavato le viscere, nel monastero familiare di Walbeck, accanto alla moglie Liudgarda. Non ebbe figli.